# Constantin Grameni
Constantin Grameni (Costanza, 23 ottobre 2002) è un calciatore rumeno, centrocampista del Rapid Bucarest.

## Carriera

### Club
Cresciuto nell'Academia Hagi, nel 2020 viene promosso nel Viitorul Costanza ed il 4 aprile 2021 debutta fra i professionisti in occasione dell'incontro i Liga I perso 1-0 contro il Botoșani. Al termine della stagione entra a far parte del Farul Costanza in seguito alla fusione delle due società con conseguente scomparsa del Viitorul.
Nella stagione 2022-2023 vince da titolare la Liga I, mentre l'anno successivo diventa capitano del Farul Costanza.
Nel settembre 2024 si trasferisce per 400.000 euro al Rapid Bucarest, con cui firma un contratto triennale.

### Nazionale
Ha giocato nelle nazionali giovanili rumene Under-16, Under-17, Under-18, Under-20 e Under-21.
Il 24 maggio 2024 viene convocato per la prima volta in nazionale maggiore venendo inserito nella lista dei pre-convocati per Euro 2024.

## Statistiche
Statistiche aggiornate al 2 luglio 2025.
| Stagione              | Squadra               | Campionato            | Campionato | Campionato | Coppe nazionali | Coppe nazionali | Coppe nazionali | Coppe continentali | Coppe continentali | Coppe continentali | Altre coppe | Altre coppe | Altre coppe | Totale | Totale |
| Stagione              | Squadra               | Comp                  | Pres       | Reti       | Comp            | Pres            | Reti            | Comp               | Pres               | Reti               | Comp        | Pres        | Reti        | Pres   | Reti   |
| --------------------- | --------------------- | --------------------- | ---------- | ---------- | --------------- | --------------- | --------------- | ------------------ | ------------------ | ------------------ | ----------- | ----------- | ----------- | ------ | ------ |
| 2020-2021             | Viitorul Costanza     | L1                    | 2+11       | 0          | CR              | 0               | 0               |                    | -                  | -                  |             | -           | -           | 13     | 0      |
| 2021-2022             | Farul Costanza        | L1                    | 21+9       | 1+0        | CR              | 0               | 0               |                    | -                  | -                  |             | -           | -           | 30     | 1      |
| 2022-2023             | Farul Costanza        | L1                    | 29+10      | 4+2        | CR              | 0               | 0               |                    | -                  | -                  |             | -           | -           | 39     | 6      |
| 2023-2024             | Farul Costanza        | L1                    | 29+10      | 2+1        | CR              | 0               | 0               | UCL+UECL           | 1+5                | 0                  |             | -           | -           | 45     | 3      |
| lug.-set. 2024        | Farul Costanza        | L1                    | 8          | 0          | CR              | 0               | 0               |                    | -                  | -                  |             | -           | -           | 8      | 0      |
| Totale Farul Costanza | Totale Farul Costanza | Totale Farul Costanza | 87+29      | 7+3        |                 | 0               | 0               |                    | 6                  | -                  |             | -           | -           | 122    | 10     |
| set. 2024-2025        | Rapid Bucarest        | L1                    | 15+3       | 0          | CR              | 2               | 1               | -                  | -                  | -                  | -           | -           | -           | 20     | 1      |
| 2025-2026             | Rapid Bucarest        | L1                    | -          | -          | CR              | -               | -               | -                  | -                  | -                  | -           | -           | -           | -      | -      |
| Totale carriera       | Totale carriera       | Totale carriera       | 147        | 10         |                 | 2               | 1               |                    | 6                  | 0                  |             | -           | -           | 155    | 11     |

## Palmarès

### Club

#### Competizioni nazionali
- Campionato rumeno: 1

Farul Costanza: 2022-2023